# Anna Lucia de Amicis-Buonsolazzi
Anna Lucia De Amicis-Buonsolazzi (vers 1733-1816) est une chanteuse d’opéra italienne, dans le registre de soprano léger, atteignant le contre-mi bémol.

## Biographie
Née à Naples, d’un père ténor bouffe avec lequel elle étudie, elle débute dans des rôles bouffes (notamment dans La calamità dei cuori de Baldassare Galuppi), se produisant à Paris (Comédie italienne) et Bruxelles. 
Le tournant est pris en 1758 lorsque Jean-Chrétien Bach la convertit à l’opéra seria en lui confiant la création de ses opéras Orione et Zanaïda. Elle épouse un médecin, Francesco Buonsolizzi, et associe son nom au sien sur les affiches des théâtres.
Fin 1772, elle crée à Milan l’opéra de Mozart Lucio Silla, rôle d’une grande difficulté dont elle se joue, notamment dans l’air Parto m’affretto, hérissé d’arpèges staccato dans un mouvement très vif. Elle se partage entre Naples, Bologne (première exécution italienne de l'Alceste de Gluck en 1778) et Venise.
Elle se retire de la scène en 1779 et donne quelques concerts privés.
Sans histoires, c’est l’une des rares cantatrices de l’époque à n’avoir pas fait l’objet de ragots scandaleux.